# Ernesto Fernández
Ernesto José Fernández (ur. 19 marca 1966 w Rosario) – argentyński duchowny rzymskokatolicki, biskup pomocniczy archidiecezji Rosario od 2023.

## Życiorys

### Prezbiterat
Święcenia kapłańskie przyjął 13 grudnia 1990. Inkardynowany do archidiecezji Rosario, pracował przede wszystkim jako duszpasterz parafialny. Był także m.in. diecezjalnym asystentem Ruchu Szensztackiego oraz wikariuszem biskupim ds. duszpasterskich.

### Episkopat
31 maja 2023 papież Franciszek mianował go biskupem pomocniczym Rosario ze stolicą tytularną Deultum. Sakry udzielił mu 4 sierpnia 2023 arcybiskup Eduardo Martín.